# Du skall älska din nästa såsom dig själv
Du skall älska din nästa såsom dig själv är en svensk dokumentärfilm från 2002 i regi av Maj Wechselmann.
Filmen skildrar hur krig påverkar människor och miljö. Genom arkivbilder och nytaget material beskriver Wechselmann den förstörelse och det lidande som några av de senaste 75 årens krig förorsakat. Filmen består av sju olika exempel: inbördeskriget i El Salvador 1980-1992, inbördeskriget i Grekland 1945–1949, Koreakriget 1950–1953, Vietnamkriget 1961–1975, afghansk-sovjetiska kriget, gulfkriget och Natos flygbombningar av Jugoslavien 1999.
Du skall älska din nästa såsom dig själv spelades in med Wechselmann som producent, fotograf och klippare och premiärvisades den 30 augusti 2002 på biograferna Spegeln i Malmö och Sture i Stockholm. Vid en filmfestival i Wunsiedel i Tyskland 2003 belönades filmen med publikpriset.